# Mamba
Mambe, iz roda Dendroaspis (šumske zmije), su grupa veoma otrovnih, brzih kopnenih zmija u Africi. One pripadaju familiji Elapidae koja obuhvata kobre, koralne zmije, tajpane, smeđe zmije, tigraste zmije, Acanthophis, Bungarus, a možda i morske zmije. Mambe ulivaju strah širom njihovog opsega u Africi, a posebno crna mamba.

## Otrov
Sve mambe su visoko otrovne. Njihovi otrovi se uglavnom sastoje od neurotoksina (poznatih kao dendrotoksini). Osim neurotoksina, oni takođe sadrže kardiotoksine i fascikuline. Druge komponente mogu da budu kalcikludin, koji je poznata komponenta otrova istočnih zelenih mambi, i kalciseptin, koji je komponenta otrova crne mambe. Toksičnost individualnih primeraka unutar iste vrste i podvrste može znatno da varira u zavisnosti od nekoliko faktora, kao što je geografski region. Čak i metereološke prilike i nadmorska visina mogu da utiču na toksičnost (Ernst and Zug et al. 1996). Ujed može da bude fatalan za ljude kojima nije dostupna odgovarajuća prva pomoć i naknadni tretman, jer njihov otrov zaustavlja pluća i srce. Zapadna zelena mamba (D. viridis), istočna zelena mamba (D. angusticeps), i Džamesonova mamba (D. jamesoni) poseduju otrov sličnog sastava i dejstva sa otrovom crne mambe (D. polylepis). Međutim, njihovi otrovi su manje toksični (po osnovi LD50 studija), njihovi temperamenti generalno nisu toliko agresivni ili eksplozivni nakon provokacije, i nijedna od njih ne ubrizgava toliku količinu otrova kao crna mamba.
Pre nego što su antiotrovi postali dostupni, ugrizi ovih zmija su imali visok nivo fatalnosti. Netretiran ugriz crne mambe ima stepen mortaliteta od 100%. Broj smrtnih slučajeva je znatno umanjen dostupnošću antiotrova.

### Mamba toksini
Mamba toksin (ili dendrotoksin) se sastoji od nekoliko komponenti, koje imaju različite biološke ciljeve. Primeri su:
- Dendrotoksin 1, koji inhibira + kanale na pre i post-sinaptičkom nivou u intestinalnim glatkim mišićima. On takođe inhibira 2+-senzitivne K+ kanale u skeletalnim mišićima pacova (Kd = 90 nM u 50 mM KCl).[9]
- Dendrotoksin 3, koji inhibira acetilholinske M4 receptore.[10]
- Dendrotoksin 7, koji je poznat kao muskarinski toksin 7 (MT7), inhibira acetilholinske M1 receptore.[10]
- Dendrotoksin K je strukturno homologan sa Kunitz-tipom proteinaznih inhibitora.[11] On deluje kao selektivni bloker kalijumovih kanala zavisnih od napona.[12]

## Literatura
- Rang, H. P. (2003). Pharamacology. Edinburgh: Churchill Livingstone. стр. 139. ISBN 978-0-443-07145-4.

## Spoljašnje veze
- Kobre